# Trinomys gratiosus
Trinomys gratiosus är en gnagare i familjen lansråttor som förekommer i Brasilien. Populationen listades en tid som underart till Trinomys iheringi och sedan året 2000 godkänns den som art.
Denna gnagare blir 20,3 till 27,7 cm lång (huvud och bål), svanslängden är 15 till 20,2 cm och vikten varierar mellan 240 och 272 g. Bakfötterna är 4,2 till 5,2 cm långa. Pälsen på ryggen är orangebrun med flera inblandade svarta hår. Den blir ljusare fram till kroppens sidor och det finns en tydlig gräns mot den krämfärgade till vita undersidan. Även svansen är uppdelad i en mörk ovansida och en ljus undersida. Svansen bryts lätt av och den saknas därför hos flera exemplar.
Arten förekommer i sydöstra Brasilien i delstaterna Espirito Santo, Minas Gerais och Rio de Janeiro. Den lever i områden som ligger minst 600 meter över havet. Habitatet utgörs av fuktiga skogar med tät undervegetation.
För beståndet är inga hot kända. IUCN listar Trinomys gratiosus som livskraftig (LC).